# 織田信民
織田 信民（おだ のぶたみ）は、江戸時代後期の大名。丹波国柏原藩の第9代藩主。官位は従五位上山城守。高長系織田家12代。

## 生涯
天保11年（1840年）2月2日、筑前国秋月藩の第10代藩主・黒田長元の4男として誕生した。母は黒田長韶の娘・慶姫。幼名は叙丸。
安政元年（1854年）4月14日、柏原藩の第8代藩主・織田信敬の末期養子として家督を相続する。安政2年（1855年）12月16日、従五位下・山城守に叙任する。文久3年（1863年）3月30日、幕府から京都警備を命じられる。同年9月5日、参内する。元治元年（1864年）2月22日、幕府から帰藩の許可を得る。同年2月28日、参内する。同年5月5日、従五位上に昇進する。同年11月14日、町人を住まわせていたとして、江戸の下屋敷を没収される。
慶応元年（1865年）6月10日、柏原において死去、享年26。柏原・徳源寺に葬られた。2代続けての当主の早世であった。嗣子がなかったため、その後は山崎治正の3男・治安が養子に迎えられて継いだ（織田信親）。

## 系譜
- 父：黒田長元（1811-1867）
- 母：慶姫 - 黒田長韶の娘
- 養父：織田信敬（1836-1853）
- 正室：鉏姫（なえひめ） - 水野忠央娘
- 養子
  - 男子：織田信親（1851-1927） - 山崎治正の三男
  - 女子：俊子 - 少納言・伏原宣諭[1]二女、柏原藩士生駒高令室